# Craponne-sur-Arzon
Craponne-sur-Arzon – miejscowość i gmina we Francji, w regionie Owernia-Rodan-Alpy, w departamencie Górna Loara.
Według danych na rok 1990 gminę zamieszkiwało 3008 osób, a gęstość zaludnienia wynosiła 90 osób/km² (wśród 1310 gmin Owernii Craponne-sur-Arzon plasuje się na 68. miejscu pod względem liczby ludności, natomiast pod względem powierzchni na miejscu 163.).